# 杨贵妃 (能剧)
《杨贵妃》（日语：／ Yokihi）是日本的一出能剧剧目，由金春禅竹创作，取材于白居易《长恨歌》以及《源氏物语·桐壶》等，共一场。该剧属于三番目物（鬘物）。

## 剧情
侍奉唐玄宗的一个方士奉命去寻找杨贵妃的亡灵而来到常世国蓬莱宫，他从常世国的人处问得杨贵妃的居所——太真殿，他来到太真殿并告之来由。杨贵妃从九华帐后走出接见。她得知玄宗思念悲切之情非常感动，应方士请求，让方士将自己的头钗带回。最后贵妃舞起曾经在骊山宫的舞过的霓裳羽衣曲，含泪送走道士并感叹人世之无常。